# Specula turbonilloides
Specula turbonilloides is een slakkensoort uit de familie van de Cerithiopsidae. De wetenschappelijke naam van de soort is voor het eerst geldig gepubliceerd in 1879 door Tenison-Woods.